# Чичиковская
Чичиковская (также Чичиковск) — деревня в Нукутском районе Усть-Ордынского Бурятского округа Иркутской области. Входит в муниципальное образование «Нукуты».

## География
Деревня расположено в 30 км от районного центра, на высоте 481 м над уровнем моря.

## Внутреннее деление
Состоит из 2 улиц: Трактовой и Школьной.

## Происхождение названия
Название дано по фамилии Павла Чичикова — персонажа произведения Николая Гоголя «Мёртвые души».

## История
В 1930-х деревня Чичиковская была крупным населённым пунктом - функционировал колхоз им. Красного знамени, располагался магазин, насчитывалось 78 дворов, более 200 жителей. В более позднее время появились школа, ясли, клуб, молочно-товарная ферма. Также жители занимались и земледелием: сеяли кукурузу, турнепс, пшеницу, огурцы, капусту. 
В конце 1990-х-начале 2000-х в связи с отсутствием рабочих мест жители стали покидать деревню. 
В данный момент в Чичиковской закрыты магазин, ФАП, школа (в связи с отсутствием школьников).

## Население
| 2002 | 2010 | 2011 | 2012 |
| ---- | ---- | ---- | ---- |
| 47   | ↘38  | →38  | ↗40  |

По данным администрации Нукутского района на 1 марта 2011 года в населённом пункте насчитывается 11 дворов, население составляет 51 человек, что не соответствует данным Иркутскстата.